# Choniognathus elegans
Espèce
Synonymes
Eurynome elegans Stebbing, 1921
Choniognathus elegans est une espèce de crabes de la famille des Majidae. Elle est trouvée en Afrique du Sud.